# 吴毓兰
吴毓兰（1835年—1882年），安徽庐州府合肥县六家畈人，淮军将领。
吴毓兰为六家畈吴氏第十七代孙，吴镒第十二世孙，吴璠第四子，兄弟四人（吴毓芬、吴毓芳、吴毓蘅、吴毓兰）。

## 生平
咸丰三年（1853年），太平军、捻军合扰皖北，兄弟四人办团练助剿，后从解寿州围，擢县丞。

### 駐守上海
- 同治元年，李鸿章率师援上海，毓兰从军东下，克柘林、奉贤、南汇、川沙、青浦、金山，皆与有功，擢知县。
- 二年，克嘉定，解北新泾、四江口之围，加同知衔，领华字副营。击贼吴江八斥、牛尾墩、同里等处，进克平望、黎里，调守嘉善。三年，率所部从总兵程学启攻嘉兴，战於合欢桥。毓兰率枪船冒险渡河，先破贼卡，绕出贼营后，立拔之。进抵城下，贼以巨砲拒河口，学启被伤，毓兰率先锋攻益厉，掘河口架桥济师，昼夜环攻，轰陷城垣百馀丈。贼死抗不下，贼酋黄文金自湖州来援，力击走之，遂克嘉兴。毓兰缘梯先登，擢直隶州知州，赐花翎。
- 调守溧阳，降贼屯城中，势岌岌，突有金坛贼至，毓兰与兄毓芬议乘贼初至破之，设伏以诱。贼败走乌鸦岭，毓兰与毓芬两路夹击，擒斩无算。穷追至建平境，阵斩贼目林得英、黄有才，擒黄金龙。
- 溧阳既定，调守长兴。时大军已破湖州，毓兰侦贼将窜泗安，与毓芬夜率健卒八百冒雨疾走，潜渡观音桥，贼不意兵至，弃粮械而走。追至泗安，降者数千，敘功擢知府。五年，回屯扬州。追论平浙西功，以道员选用。

### 剿平東捻軍
- 六年，捻酋赖文光败窜至扬州，为毓兰所获，以道员记名简放。七年，寻加布政使衔。

### 建設天津
- 十年，李鸿章调充海防营务处，筦天津机器局。光绪六年，授天津河间兵备道。滨海多盗，毓兰按名捕置诸法。修南运河、子牙河堤，及千里堤湾，静海、军粮城河道，兴水利。十八年，卒，优恤，附祀曾国藩天津专祠，扬州建专祠。

## 清史稿
- 论曰：「……（低階小官）吴毓兰以擒获巨憝显名。功名之际，遭际固难测哉！」